# Koli
Der Koli [ˈkɔli] ist ein 347 m hoher Berg am See Pielinen in der finnischen Region Nordkarelien. Trotz seiner bescheidenen Höhe erhebt er sich deutlich über die Umgebung. Die berühmte Aussicht von der Spitze des Koli über die umgebende Seenlandschaft gilt in Finnland als nationales Symbol, das vielen Künstlern als Inspiration diente und dient.
Seit 1991 ist ein Schutzgebiet mit einer Fläche von 30 km² mit dem Berg und seiner Umgebung als Nationalpark Koli ausgewiesen.

## Lage und Umgebung
Der Koli besteht größtenteils aus weißem Quarzit. Er ist ein Überbleibsel von einem einstigen weitaus größeren Gebirge. Die Berge wurden in der Eiszeit durch die Gletschermassen abgeschliffen, so dass das härteste Gestein Höhenzüge bildet, während weichere Gesteine erodiert wurden.
Auf seiner Spitze befinden sich große baumlose Felsflächen. Die Gipfel des Koli heißen Ukkokoli (nach dem heidnischen Gott Ukko) und Akkakoli (nach Ukkos Gattin Akka).
Der Koli befindet sich im 30 km² großen gleichnamigen Nationalpark. Heute gehört er zu den berühmtesten Sehenswürdigkeiten Finnlands und ist ein beliebtes Reiseziel mit einem Hotel und einem alpinen Skizentrum. Eine Straße führt fast bis zur Spitze. Der Gipfelbereich ist bis auf einige Wege und Treppen im Naturzustand belassen. In der Umgebung des Berges verlaufen insgesamt 90 km markierte Wanderwege.
Im Sommer besteht eine Fährverbindung über den Pielinen-See nach Lieksa und Nurmes. Im Winter verbindet eine 7 km lange Eisstraße über den zugefrorenen See den Koli mit Vuonislahti am gegenüberliegenden Ufer des Pielinen.

## Geschichte
Der Koli war in vorchristlicher Zeit eine religiöse Kultstätte. Am Nordhang befand sich eine Opferstätte, an der unter anderem Gold- und Silbermünzen gefunden wurden. Dem Volksglauben nach wohnten auf dem Berg mächtige Geister. Auf dem Koli fanden Gerichtsverhandlungen statt, bei denen verurteilte Verbrecher in den Abgrund gestürzt wurden.
Bis ins 19. Jahrhundert wurde in der Gegend am Koli der traditionelle Wanderfeldbau betrieben. Dabei wurden Waldflächen gerodet  und für zwei bis fünf Jahre für den Feldbau genutzt. Anschließend wurde sie wieder der Natur überlassen, während eine neue Fläche gerodet wurde.

## Kultur
Ende des 19. Jahrhunderts entstand in der finnischen Kunst die Nationalromantik. Der Einfluss des Kalevala-Epos führte zu einer Begeisterung für die Natur Kareliens. Die Landschaft des Koli diente namhaften finnischen Malern wie Eero Järnefelt, Pekka Halonen, Schriftstellern wie Juhani Aho und Komponisten wie Jean Sibelius als Inspiration. Seitdem ist der Koli ein populäres Reiseziel und gilt als finnische „Nationallandschaft“.